# Gyttrad igelknopp
Gyttrad igelknopp (Sparganium glomeratum) är en art i familjen kaveldunsväxter.